# Maple Ridge, British Columbia
Maple Ridge är en ort i Kanada.   Den ligger i provinsen British Columbia, i den södra delen av landet, 3 500 km väster om huvudstaden Ottawa. Maple Ridge ligger 42 meter över havet och antalet invånare är 70 000.
Terrängen runt Maple Ridge är platt åt sydväst, men åt nordost är den kuperad.Runt Maple Ridge är det tätbefolkat, med 297 invånare per kvadratkilometer.. Närmaste större samhälle är Coquitlam, 14,9 km nordväst om Maple Ridge.
I omgivningarna runt Maple Ridge växer i huvudsak barrskog.